# Cheteoscelis pectinaria
Cheteoscelis pectinaria là một loài bướm đêm trong họ Geometridae.